# Peter Lines
Peter Joseph Lines (* 11. Dezember 1969 in Leeds) ist ein englischer Snookerprofi. Von 1991 bis 2023 spielte er mit Unterbrechungen 27 Jahre lang auf der Profitour. Um 2000 und noch einmal nach 2010 erreichte er seine besten Platzierungen in der Weltrangliste um Platz 50 herum. 1998 gewann er mit dem Merseyside Professional sein einziges Profiturnier. Er ist der Vater des Snookerspielers Oliver Lines.

## Karriere

### Erfolgreicher Profistart und Rückschritte
Peter Lines versuchte schon Ende der 1980er Jahre Profi zu werden. Mit 18 Jahren nahm er an der Pro Ticket Series teil und spielte in den Professional Play-offs. Er erreichte einmal das Viertel- und einmal das Halbfinale und verlor dann beide Male gegen Jonathan Birch. Mit der Öffnung der Profitour für alle im Jahr 1991 bekam auch er Zugang zu den großen Turnieren. Er startete sehr erfolgreich in seine Karriere. Schon beim zweiten Turnier, dem Grand Prix, kam er unter die letzten 128 und besiegte unter anderem den langjährigen Profi John Rea. Über Eddie Sinclair und Mario Morra führte sein Weg noch eine Runde weiter bei der UK Championship. Bei den Asian Open 1992 schaffte er es erstmals in die Hauptrunde eines Turniers, wo er mit Steve Newbury einen aktuellen Top-32-Spieler mit 5:1 schlug und unter die letzten 32 kam. Dasselbe inklusive 5:1-Sieg gegen Newbury gelang ihm noch einmal bei den Strachan Open. Die Hauptrunde erreichte er ein drittes Mal bei den Welsh Open, wo er aber im Hauptturnier Willie Thorne zum Auftakt knapp mit 4:5 unterlag. Damit hatte er sich auf Anhieb bis auf Platz 73 der Weltrangliste gespielt.
Diese Leistung konnte er allerdings in der Folge nicht bestätigen. In der Saison 1992/93 erreichte er bei vollwertigen Ranglistenturnieren nur noch zum Auftakt beim Dubai Classic die Hauptrunde. Bei den Minor-Turnieren der Strachan Challenge mit geringerer Wertigkeit kam er dreimal unter die letzten 64, zweimal verlor er dann gegen Jonathan Birch. Höhepunkt war für ihn die Benson and Hedges Championship, wo er mit Martin Clark, Mike Hallett und Willie Thorne gleich drei Topspieler deutlich schlug und ins Halbfinale einzog. Auch im Jahr darauf war dieses Turnier sein erfolgreichstes, mit Siegen über andere aufstrebende Spieler wie John Higgins und Mark Davis kam er immerhin ins Viertelfinale. Allerdings gab es anders als im Vorjahr keine Ranglistenpunkte mehr und bei allen gewerteten Turnieren schied er früh aus. Damit fiel er in der Rangliste bis auf Platz 129.

### Die Wende und das Erreichen der besten Platzierung
Mit dem Viertelfinale beim Merseyside Professional, einem Einladungsturnier in Liverpool, kam zu Beginn der Saison 1994/95 die Wende. Beim European Open kam er wieder unter die letzten 64 und beim International Open erreichte er nach einem umkämpften 5:4 gegen Doug Mountjoy die zweite Hauptrunde. Beim German Open 1995 erreichte er die Runde der letzten 48. Damit ging es immerhin leicht aufwärts in der Profirangliste. Er nahm aber 1996 auch an der englischen Amateurmeisterschaft teil. Dort erreichte er das Finale, das er mit 4:8 gegen Stuart Bingham verlor.
Nach der Saison 1996/97 sollte die Profitour dann in Main Tour und Challenge Tour geteilt werden und Lines musste sich qualifizieren, um weiterhin bei den großen Turnieren startberechtigt zu sein. Mit dem Erreichen der Hauptrunde bei der UK Championship und den Welsh Open und dem Einzug in die Runde der letzten 32 beim Thailand Open verbesserte er sich auf Platz 90 der Weltrangliste. In der WPBSA Qualifying School machte er dann mit einem 5:0 gegen Barry Pinches im Entscheidungsspiel seinen Einzug in die Main Tour perfekt.
1997/98 steigerte sich Lines dann von Turnier zu Turnier. Beim Grand Prix und der UK Championship kam er unter die letzten 64, bei den German Open unter die letzten 48 und bei den Welsh Open und Scottish Open, wo er unter anderem den Weltranglistenvierten Mark Williams schlug, schaffte er es unter die letzten 32. Höhepunkt war am Saisonende bei der Weltmeisterschaft der Sieg über Steve James in der letzten Qualifikationsrunde und der Einzug in die WM-Endrunde im Crucible Theatre. Im Jahr darauf knüpfte er daran an, als er das Merseyside Professional gewann und sich seinen ersten und einzigen Main-Tour-Titel holte. Im Finale besiegte er Lee Walker mit 5:4. In den Ranglistenturnieren war allerdings fast immer in der Runde der letzten 64 Schluss außer beim China International, wo er mit einem Sieg über Graeme Dott die Runde der letzten 48 überstand, dann aber überraschend gegen einen chinesischen Wildcardspieler ausschied. Am Ende der Saison hatte er mit Platz 42 seine beste Weltranglistenplatzierung erreicht.

### Misserfolge und erster Tourabschied
Die Saison 1999/2000 begann mit einer Reihe von Rückschlägen, aber beim Turnier in Shanghai, das in diesem Jahr in China Open umbenannt worden war, überstand er diesmal die Wildcard-Runde, besiegte anschließend den Führenden in der Weltrangliste John Higgins und auch noch die Nummer 12 Peter Ebdon und verlor nur knapp mit 4:5 im Viertelfinale gegen Brian Morgan. Es war sein bis dahin bestes Ergebnis bei einem Ranglistenturnier. In der Saison darauf gab es aber nur noch kleinere Erfolge, die Runde der ersten Hauptrunde bei den British Open 2000 waren noch sein bestes Ergebnis. Bei den letzten vier Ranglistenturnieren verlor er jeweils sein Auftaktspiel und so rutschte er in der Rangliste bis auf Platz 59 ab. Die nächsten beiden Jahre waren ein Spiegelbild dieser Saison mit jeweils einem Achtungserfolg bei den British Open und vielen Auftaktniederlagen bei den anderen Turnieren. So ging es langsam aber stetig weiter abwärts und erst musste um seinen Profistatus kämpfen. In der Saison 2003/04 kam er in den normalen Ranglistenturnieren nie über die zweite Runde hinaus und auch das Erreichen der vierten Qualifikationsrunde bei der Weltmeisterschaft am Saisonende konnte ihn nicht mehr retten. Als Nummer 95 der Rangliste musste er mit 34 Jahren die Main Tour verlassen.
Peter Lines stieg ab in die Challenge Tour, spielte aber auch dort nicht erfolgreich genug, um wieder aufzusteigen. Im Jahr darauf ersetzten die PIOS-Turniere die Qualifikationstour, ein Viertel- und drei Achtelfinale waren aber zu wenig für einen vorderen Platz in der PIOS-Wertung. Der englische Verband gab ihm ungeachtet dessen eine von zwei Wildcards für die Saison 2006/07. Doch in diesem Jahr kam er nur zweimal in Runde 3 und ein weiteres Mal in Runde 2, zu wenig für den Tourverbleib. Er gab aber sein Ziel nicht auf und arbeitete mit dem bekannten Trainer Steve Prest zusammen. Er musste im folgenden Spieljahr erneut die PIOS-Turniere spielen und war diesmal deutlich erfolgreicher. Er gewann das 5. Turnier, stand im 7. Turnier noch einmal im Finale und sammelte in den anderen Turnieren weitere Punkte. Als Nummer 2 der Gesamtwertung gelang ihm 2008 die erneute Rückkehr auf die Main Tour.

### Die zweite Profiphase
In der Saison 2008/09 schaffte er es in allen Ranglistenturnieren mindestens in Runde 2 und zweimal sogar in Runde 3. Das reichte exakt für Platz 64 der Weltrangliste und damit ganz knapp für den Tourverbleib. Daneben war er auch auf der Pro-Am-Serie von Pontins im walisischen Prestatyn sehr erfolgreich und gewann 3 von 6 der Turniere mit Amateurbeteiligung. Der Aufwärtstrend setzte sich im folgenden Jahr fort. Bei der UK Championship 2009 besiegte er in Runde 3 Nigel Bond und anschließend den Weltranglistenachten Marco Fu. Im Achtelfinale kämpfte er Mark Williams mit 9:8 auf die letzte schwarze Kugel nieder und stellte mit dem Viertelfinaleinzug sein bestes Turnierergebnis ein. Obwohl er danach in der Saison nicht mehr nachlegen konnte, stieg er doch wieder auf Platz 50. 
Saison 2010/11 wurde die Players Tour Championship (PTC) mit für Amateure offenen Kleinturnieren eingeführt. Auch dort erwies sich Lines als erfolgreich, nach zwei Achtelfinals erreichte er bei der Ruhr Championship ein weiteres Mal ein Viertelfinale. Bei der UK Championship erreichte er die Runde der letzten 48 und beim Snooker Shoot-Out, einem Einladungsturnier mit Sonderregeln, warf er in einem 1-Frame-Match den Weltranglistenersten John Higgins mit 54:47 aus dem Turnier und erreichte das Achtelfinale. Im Jahr darauf kam er bei der UK Championship noch eine Runde weiter unter die letzten 32. Beim German Masters stand er unter den letzten 48, auch bei der Weltmeisterschaft 2012 kämpfte er in der Runde der letzten 48 um seinen zweiten Crucible-Einzug, er verlor aber 4:10 gegen Andrew Higginson. Mit 43 Jahren hielt er sich damit erfolgreich um Platz 50 in der Rangliste, doch danach ließen die Leistungen wieder nach.

### Kampf um die Tourzugehörigkeit als über 40-Jähriger
Das Achtelfinale beim German Masters 2013 und zwei Siege über John Higgins, immer noch Nummer 5 der Welt, war der Höhepunkt der nächsten Saison. Sie brachte aber wenig Punkte und damit wenig Puffer für den Wegfall der guten Vorsaison in der Zweijahreswertung. 2013/14 erreichte er beim Wuxi Classic und beim Shanghai Masters das Achtelfinale, ebenso beim Bluebell Wood Open, einem PTC-Turnier, in dem er Ronnie O’Sullivan besiegte. Damit hielt er sich zwar in den Top 64, musste aber wieder um den Tourerhalt bangen. Nebenher gewann er 2014 das Pink Ribbon, ein Benefizturnier mit Profis und Amateuren. In den Spielzeiten 2014/15 und 2015/16 kam er – bei Weltranglistenturnieren – lediglich bei der Players Tour Championship über die Runde der letzten 64 hinaus. Bei den Ruhr Open 2014, Gdynia Open 2015, Riga Open 2015 und dem Haining Open 2015 erreichte er jeweils die Runde der letzten 32. Mit dem Ende der Saison 2015/16 lag er auf Platz 73 der Weltrangliste. Damit verlor er erneut seinen Platz auf der Main Tour.
Lines versuchte sich über die Q School direkt wieder neu zu qualifizieren. Beim zweiten Event kam er bis ins Finale seiner Gruppe, unterlag dort aber John Astley. Dadurch war er der vierte nicht für die Main Tour qualifizierte Spieler der Q School Order of Merit. Aufgrund dieser Platzierung hatte Lines das Anrecht auf frei gebliebene Plätze in der Qualifikation der Profiturniere der Saison 2016/17. Bei den ersten drei Turnieren verlor er seine Auftaktmatches. Beim Paul Hunter Classic 2016 kam er dann aber in die Runde der letzten 32. Danach gelangen ihm noch bei vier weiteren Turnieren Siege. Bei der UK Championship 2016 schlug er in der ersten Runde den auf Platz 1 gesetzten Titelverteidiger des Vorjahres Neil Robertson und erreichte die dritte Runde durch einen Sieg über Chris Wakelin. Im März 2017 gewann Lines die World Seniors Championship, wobei er vom Achtelfinale bis zum Finale keinen einzigen Frame abgab. Im Halbfinale besiegte er Stephen Hendry und im Finale John Parrott. Im Monat darauf trat er bei den EBSA Amateur Play Offs an, für die er sich durch seine Ergebnisse beim Paul Hunter Classic und den Gibraltar Open qualifiziert hatte. Durch zwei Siege gegen Ben Jones und Zack Richardson sicherte er sich mit 47 Jahren zwei weitere Jahre Zugehörigkeit zur Main Tour ab 2017.

### Die späte dritte Profiphase
Auch in der Saison 2017/18 war das Paul Hunter Classic das erste erfolgreiche Turnier, diesmal mit dem Achtelfinaleinzug. Das Ergebnis wiederholte er beim European Masters, der UK Championship und den Scottish Open. Dem standen allerdings auch 12 Auftaktniederlagen entgegen. So begann er das zweite Jahr auf Platz 75. Im August 2018 gelang ihm, wieder einmal beim Paul Hunter Classic ein herausragender Erfolg. Zum ersten Mal in seiner Karriere erreichte er das Halbfinale eines Weltranglistenturniers. Im Viertelfinale hatte er Jack Lisowski knapp mit 4:3 geschlagen und danach ebenso knapp mit 3:4 gegen Kyren Wilson verloren. Allerdings war es das Turnier mit der geringsten Wertigkeit der Tour und darüber hinaus erreichte er auch nur noch zweimal die dritte Runde. Trotz der Bestleistung schaffte er es nicht unter die Top 64 und musste wieder in die Q School. Gleich zweimal schaffte er es ins Entscheidungsspiel, beide Male verlor er mit 3:4, einmal gegen Riley Parsons und einmal gegen Alexander Ursenbacher. Diesmal rettete ihm aber Platz 3 in der Order of Merit den Profistatus.
2019/20 war das Shoot-Out der Saisonhöhepunkt, bei dem er das Achtelfinale erreichte. Darüber hinaus schaffte er aber nur noch ganze zwei Siege, womit er ziemlich aussichtslos ins nächste Jahr ging. Bei der WST Pro Series 2021 kam es erstmals zu einem Aufeinandertreffen mit seinem Sohn Oliver, der 2014 Profi geworden war. Der jüngere Lines gewann das Familienduell mit 2:0. In den Ausscheidungsturnieren gewann Peter Lines bis zur Weltmeisterschaft wieder nur zwei Partien. Dort kämpfte er sich zwar immerhin in die dritte Runde, er hätte aber bis ins Crucible kommen müssen, um den Profistatus direkt zu verlängern. Somit stand ein weiteres Mal die Q School an. Diesmal schaffte er aber im ersten Turnier erstmals den direkten Durchmarsch zur Wiederqualifikation. Das Entscheidungsspiel gegen Ian Burns gewann er mit 4:2. Mit 51 Jahren war er der älteste Spieler, der die Q-School-Qualifikation schaffte.
Die neue Saison begann mit einem Erfolg in der Championship League, wo er sich gegen Mark Williams durchsetzte und unter die Letzten 32 kam. Danach dauerte es bis zum nächsten Erfolg bis zur UK Championship, wo er ins Achtelfinale vorstieß. Obwohl er ansonsten nur zwei Siege bei kleinen Turnieren erreichte, hatte er mit Platz 73 eine gute Ausgangsposition für die Saison 2022/23. Allerdings gewann er über das Spieljahr nur zwei Auftaktspiele und mit dem Erstrundensieg bei der Weltmeisterschaft konnte er den Platz nur behaupten, aber nicht unter die sicheren Qualifizierungsplätze vorstoßen. Erneut musste er in die Q School, doch diesmal stoppte Iulian Boiko seinen Durchmarsch im Halbfinale seiner Gruppe in Turnier 2. So musste er erneut die Profitour verlassen. 

### Andere Snookertätigkeiten
Neben seiner Spielertätigkeit ist Peter Lines auch ein Level-2-Coach am Northern Snooker Centre in seiner Heimatstadt Leeds. 2020 war er erstmals auch Fernsehkommentator und wurde zum Spielervertreter im Verwaltungsrat des Snookerweltverbands gewählt.

## Erfolge
Ranglistenturniere
- Halbfinale: Paul Hunter Classic (2018)
- Viertelfinale: UK Championship (2009), China Open (1999)

Minor-Ranking-Turniere
- Halbfinale: Benson & Hedges Championship (1992)
- Viertelfinale: Ruhr Championship (2010)

Non-ranking-Turniere
- Sieger: Merseyside Professional (1998)

Pro-Am-Turniere
- Sieger: Pink Ribbon (2014), Pontins Pro-Am (2008 – Turnier 3, 5 und 6)[15]

Qualifikation für die Profitour
- WPBSA Qualifying School (1997 – Turnier 1)
- Pontin’s International Open Series (2008)
- EBSA Amateur Play Offs (2017)
- Q School (2019 – Order of Merit, 2021 – Turnier 1)

Amateurturniere
- Sieger: World Seniors Championship (2017)
- Vizemeister: English Amateur Championship (1996)